# Colobomatus springeri
Colobomatus springeri är en kräftdjursart som beskrevs av R. Cressey 1977. Colobomatus springeri ingår i släktet Colobomatus och familjen Philichthyidae. Inga underarter finns listade i Catalogue of Life.